# Gérard Ier de Juliers
Pour les articles homonymes, voir Guillaume de Juliers.
Gérard Ier de Juliers (? -† après 1029), comte dans le pays de Juliers. Il est considéré comme le fondateur de la dynastie des comtes puis ducs de Juliers.

## Comté de Juliers
Juliers, Juliacum, Jülich en allemand est une ville d'Allemagne située dans la Rhénanie, à 24 km au nord-est d'Aix-la-Chapelle, sur la Ruhr. On en attribue la fondation à Jules César. La ville devint la capitale d'un comté héréditaire à partir du XIe siècle et État immédiat de l'empire : le Pagus juliacensis s'étendait de la Meuse au Rhin, avec pour voisins à l'Est l'archidiocèse de Cologne, au Nord les terres des Gueldre, le Limbourg à l'Ouest et l'archevêché de Trèves au Sud. Lorsque les Francs s'en emparèrent, ils y placèrent des gouverneurs, qui en firent peu à peu un comté héréditaire.

## Ascendance
On entre dans une période où il est malaisé de distinguer l'Histoire de la légende mais les ancêtres probables de Gérard Ier sont :
- Godefroi, cité comme gouvernant le comté de Sunderscas dans un diplôme de l'empereur Othon Ier en 941, et qualifié de comte de Juliers dans une charte de l'archevêque Wilfried de Cologne datant de 944 ;
- Eremfroi, son probable successeur, également mentionné dans une charte de l'empereur Othon Ier en 966[2].

Lui-même est cité sous le nom de Gerardus Juliensis parmi les comtes qui furent témoins d'une charte de saint Héribert, archevêque de Cologne, donnée le 1er mars de l'an 1009, ainsi que dans 5 autres chartes de ce prélat. Il apparaît également dans un diplôme de l'empereur Conrad II donné à l'abbaye de Borcette en 1029.

## Descendance
Il a un fils, Eberhard, père de Gérard II de Juliers, qui succède à son grand-père en 1029 et meurt en 1051.